# 奥斯卡最佳副导演奖
该奖项设立的第一年，仅颁发给个人而没有具体的电影
- 1933（英语：6th Academy Awards） – 获奖：[1]
  - 查尔斯·巴顿（英语：Charles Barton (director)）（派拉蒙影业）
  - 斯科特·比尔（英语：Scott Beal）（环球影业）
  - 查尔斯·杜利安（英语：Charles Dorian）（米高梅）
  - 弗莱德·福克斯（英语：Fred Fox）（联美）
  - 戈登·霍林斯黑德（英语：Gordon Hollingshead）（华纳兄弟）
  - 杜威·斯塔基（英语：Dewey Starkey）（雷电华电影）
  - 威廉·图梅尔（英语：William Tummel）（二十世纪福克斯）
- 1933（英语：6th Academy Awards） – 提名：
  - 阿尔·阿里伯恩（英语：Al Alleborn）（华纳兄弟）
  - 希德·布罗德（英语：Sid Brod）（派拉蒙影业）
  - 奥维尔·杜尔（英语：Orville O. Dull）（米高梅）
  - 珀西·艾克德（英语：Percy Ikerd）（二十世纪福克斯）
  - 亚瑟·雅各布森（英语：Arthur Jacobson）（派拉蒙影业）
  - 爱德华·基利（英语：Edward Killy）（雷电华电影）
  - 约瑟夫·麦克多诺（英语：Joseph A. McDonough）（环球影业）
  - 威廉·雷特（英语：William J. Reiter）（环球影业）
  - 弗兰克·肖（华纳兄弟）
  - 本·西尔维（英语：Ben Silvey）（联美）
  - 约翰·沃特斯（英语：John Waters (director born 1893)）（米高梅）
- 1934: 约翰·沃特斯（英语：John Waters (director born 1893)） – 自由万岁（英语：Viva Villa!）[2]
  - 斯科特·比尔（英语：Scott Beal） – 春风秋雨（英语：Imitation of Life (1934 film)）
  - 卡伦·泰特（英语：Cullen Tate） – 埃及艳后（英语：Cleopatra (1934 film)）
- 1935: 克莱姆·比彻姆（英语：Clem Beauchamp）和保罗·维英（英语：Paul Wing） – 傲世军魂（英语：The Lives of a Bengal Lancer (film)）[3]
  - 约瑟夫·纽曼（英语：Joseph M. Newman） – 块肉余生（英语：David Copperfield (1935 film)）
  - 埃里克·斯泰西（英语：Eric G. Stacey） – 悲惨世界（英语：Les Misérables (1935 film)）
  - 雪利·秀兹（英语：Sherry Shourds） – 仲夏夜之梦（英语：A Midsummer Night's Dream (1935 film)）
- 1936: 杰克·苏利文（英语：Jack Sullivan (film director)） – 英烈传（英语：The Charge of the Light Brigade (1936 film)）[4]
  - 克莱姆·比彻姆（英语：Clem Beauchamp） – 最后的莫希干人（英语：The Last of the Mohicans (1936 film)）
  - 威廉·坎农（英语：William Cannon (director)） – 风流世家
  - 约瑟夫·纽曼（英语：Joseph M. Newman） – 火烧旧金山（英语：San Francisco (1936 film)）
  - 埃里克·斯泰西（英语：Eric G. Stacey） – 乐园思凡（英语：The Garden of Allah (1936 film)）
- 1937: 罗伯特·韦伯（英语：Robert D. Webb） – 芝加哥大火记（英语：In Old Chicago）[5]
  - 小查尔斯·科尔曼（英语：Charles C. Coleman (director)） – 消失的地平线
  - 拉斯·桑德斯（英语：Russ Saunders） – 左拉传
  - 埃里克·斯泰西（英语：Eric G. Stacey） – 星海浮沉錄
  - 哈尔·沃克（英语：Hal Walker） – 海上之魂（英语：Souls at Sea）